# Cột (tàu thuyền)

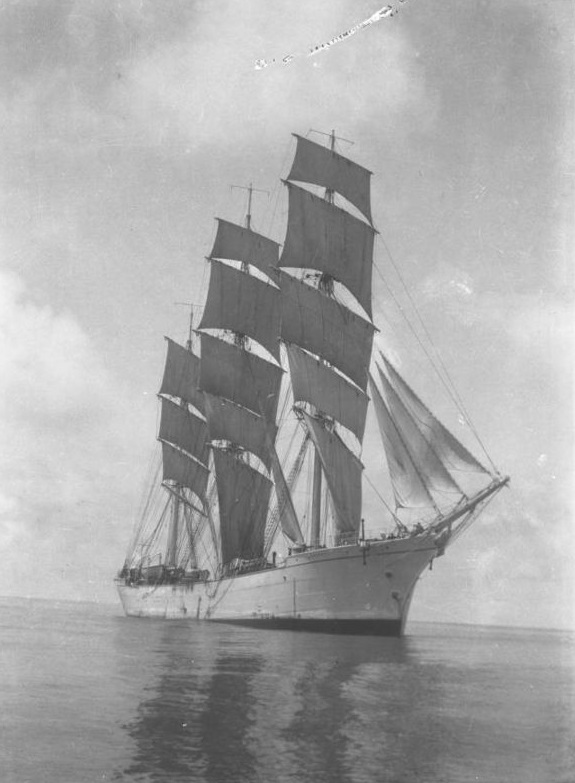
Tàu huấn luyện có ba cột buồm Mersey

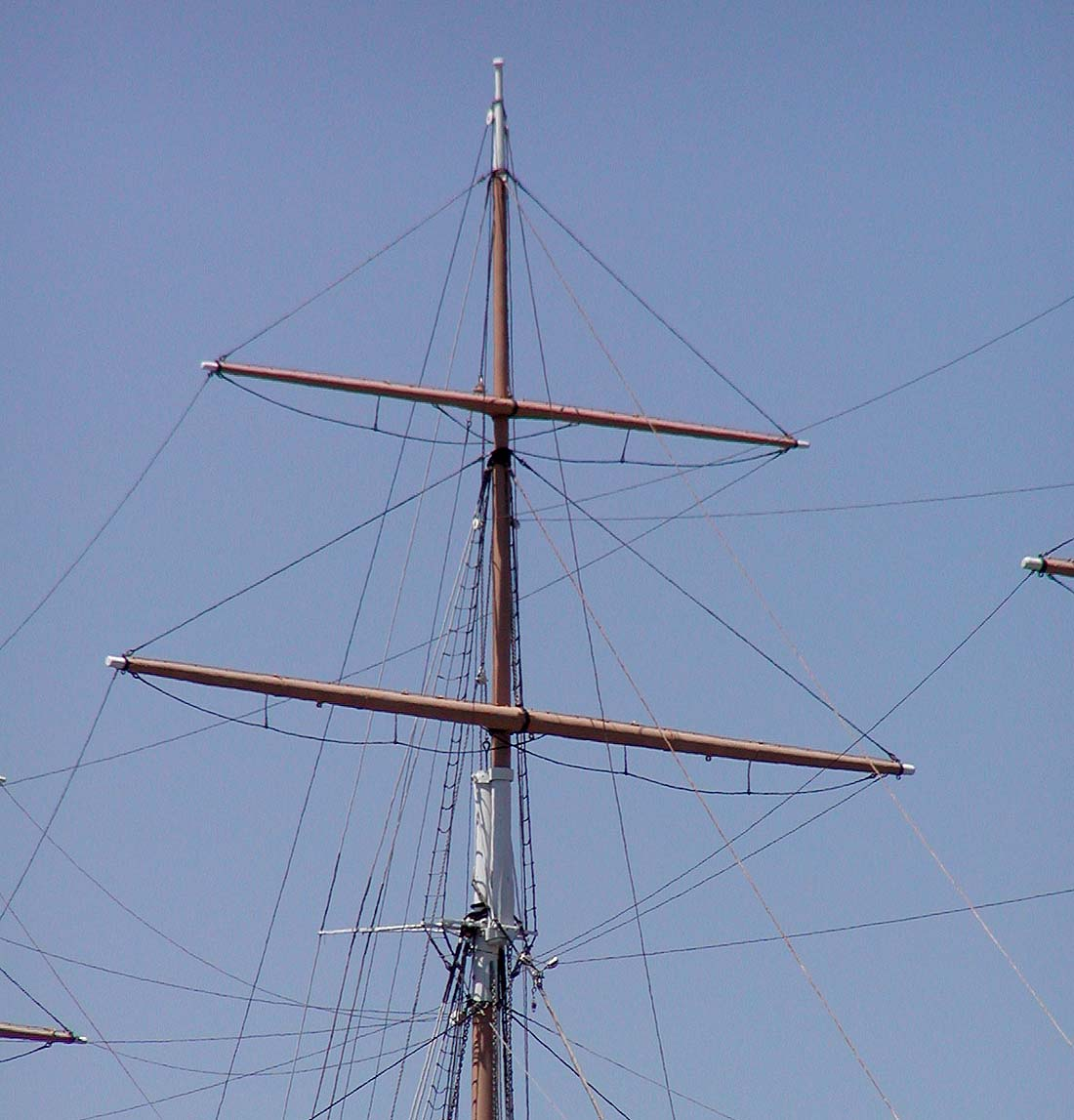
Cột buồm chính

Cột của tàu thuyền là một cột trụ cao hoặc một số cột trụ được sắp xếp, dựng thẳng đứng lên nằm ở đường trục chính giữa của một con tàu hoặc thuyền. Mục đích của nó thường là để gắn buồm, các thanh ngang hoặc cần cẩu hàng (đối với tàu chở hàng), và cung cấp một vị trí có chiều cao cần thiết cho đèn định vị, đài quan sát, sân tín hiệu, vị trí điều khiển, khu vực sóng vô tuyến hoặc các đèn tín hiệu. Những con tàu lớn có thể có nhiều cột buồm, với kích thước và kiểu dáng tùy thuộc vào phong cách và nhu cầu của tàu. Ngày nay, khi mà động cơ dùng cho tàu thuyền đã trở nên phổ biến thì gần như tất cả cột buồm của thuyển buồm được dùng để trang trí.

## Lịch sử
Giữa thế kỷ 19, tất cả các cột buồm của tàu đều được làm từ gỗ và được chế tạo từ một hoặc một vài miếng gỗ thường là thân cây của cây lá kim. Từ thế kỷ 16, các tàu thường được chế tạo với kích thước lớn hơn đòi hỏi cột buồm cao hơn và to hơn và có thể được làm từ thân cây đơn lẻ. Trên các tàu lớn hơn này, để đạt được chiều cao cần thiết, cột buồm được chế tạo từ tối đa bốn phần (còn gọi là cột trụ), được xếp theo thứ tự tăng dần chiều cao trên boong tàu như cột thấp hơn, trụ đỉnh, đỉnh và cột hoàng gia.

## Hình ảnh

Mô phỏng cột buồn hiên đại với mái chèo và tác dụng của gió

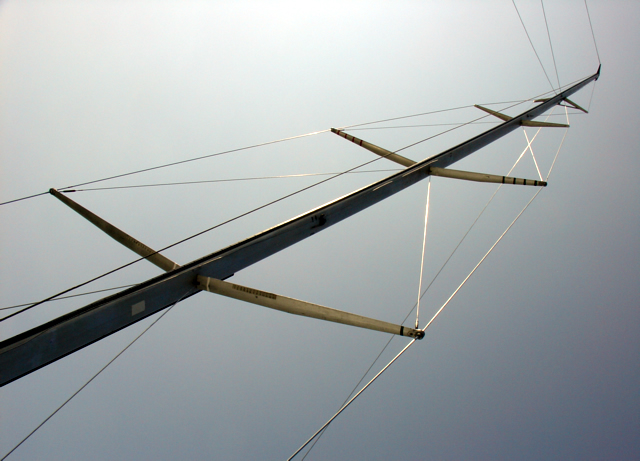
Cột buồm của du thuyền Stars and Stripes, với buồm

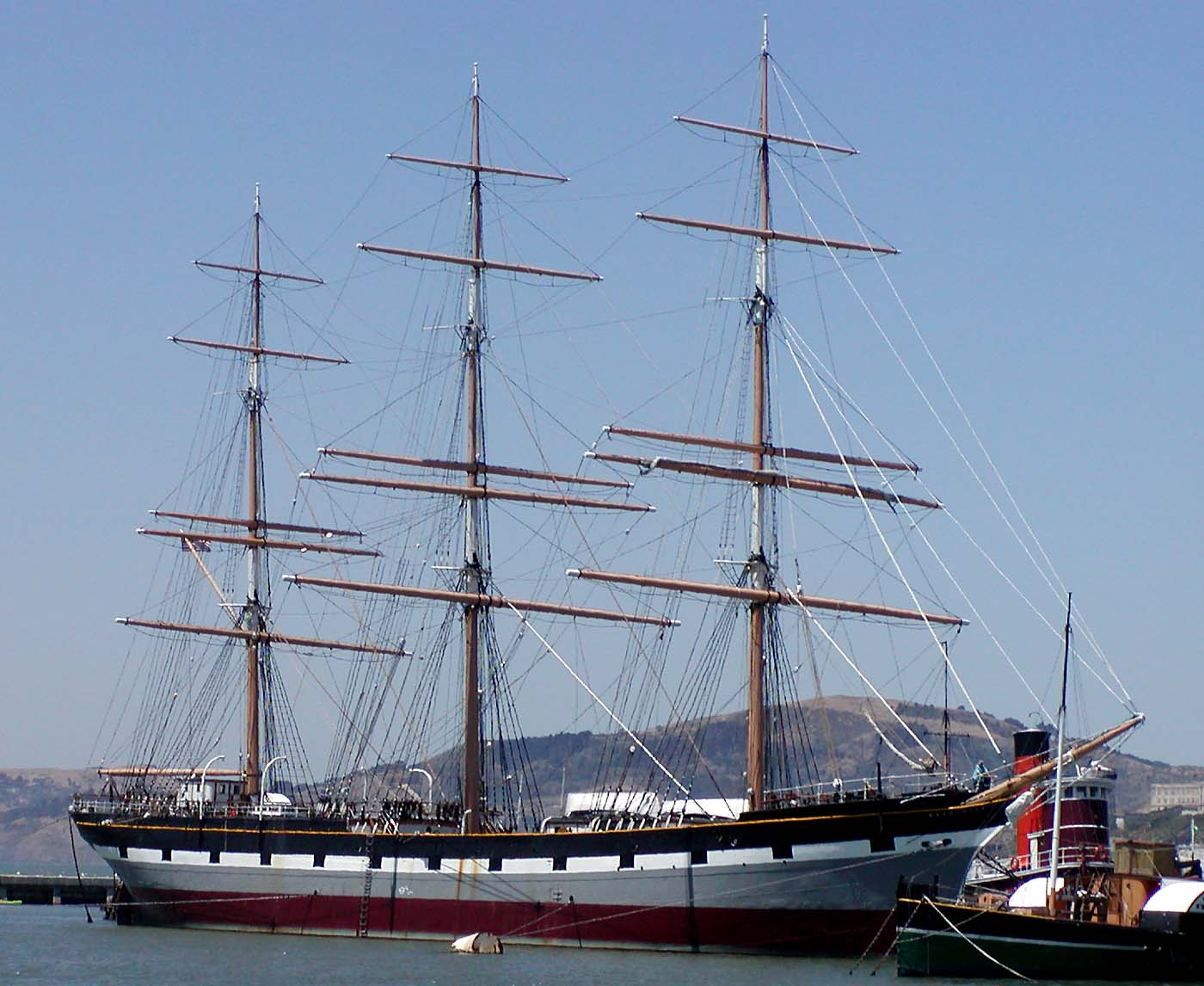